# Janoši
Janoši, česky také Janešovo nebo Janošovo, ukrajinsky Яноші, maďarsky Makkosjánosi nebo jen Jánosi, je obec na Ukrajině v Zakarpatské oblasti v okrese Berehovo, v městské komunitě Berehovo. V roce 2001 zde žilo 2 030 obyvatel, z toho 91.53 % obyvatel bylo maďarské národnosti.
Obcí prochází úzkokolejná Boržavská hospodářská dráha.

## Historie
Do uzavření Trianonské smlouvy byla obec součástí Uherska, poté byla součástí první československé republiky. V letech 1938 až 1944 byla obec (v důsledku první vídeňské arbitráže) součástí Maďarského království. Od roku 1945 byla obec součástí Ukrajinské sovětské socialistické republiky, která byla součástí SSSR. Od roku 1991 je obec součástí nezávislé Ukrajiny.